# Giorgio A. Tsoukalos
Giorgio A. Tsoukalos (en grec moderne : Γεώργιος Α. Τσούκαλος), né le 14 mars 1978 en Suisse, est un écrivain et présentateur de télévision grec, partisan de la théorie des anciens astronautes. Il est l'éditeur du magazine Legendary Times, contenant des articles de Erich von Däniken (Chariots of the Gods?), David Hatcher Childress, Peter Fiebag, Robert Bauval, et Luc Bürgin, sur le thème des anciens astronautes.

## Biographie
Tsoukalos a été directeur durant douze ans du centre de recherche sur les anciens astronautes, fondé par Erich von Däniken. Il apparaît sur les chaînes de télévision The Travel Channel, The History Channel, Syfy Universal, National Geographic, RMC Découverte mais également dans le talk-show en radio sur Coast to Coast AM et comme producteur consultant dans la série Ancient Aliens.
Tsoukalos a obtenu en 1998 un diplôme en information sportive et de la communicationde l’Ithaca College (Ithaca, État de New York). Il déclare qu'il est polyglotte, il parle couramment l'anglais, le grec, allemand, français, l'italien.
Il est devenu un « mème » sur Internet.